# Bezděkov (district de Rokycany)
Pour les articles homonymes, voir Bezděkov.
Bezděkov (en allemand : Besdiekau bei Bschas) est une commune du district de Rokycany, dans la région de Plzeň, en République tchèque. Sa population s'élevait à 146 habitants en 2021.

## Géographie
Bezděkov se trouve à 10 km au nord de Rokycany, à 19 km au nord-est de Plzeň et à 67 km à l'ouest-sud-ouest de Prague.
La commune est limitée par Břasy à l'ouest et au nord, par Přívětice à l'est et par Březina au sud.

## Histoire
La première mention écrite du village date de 1234.

## Galerie

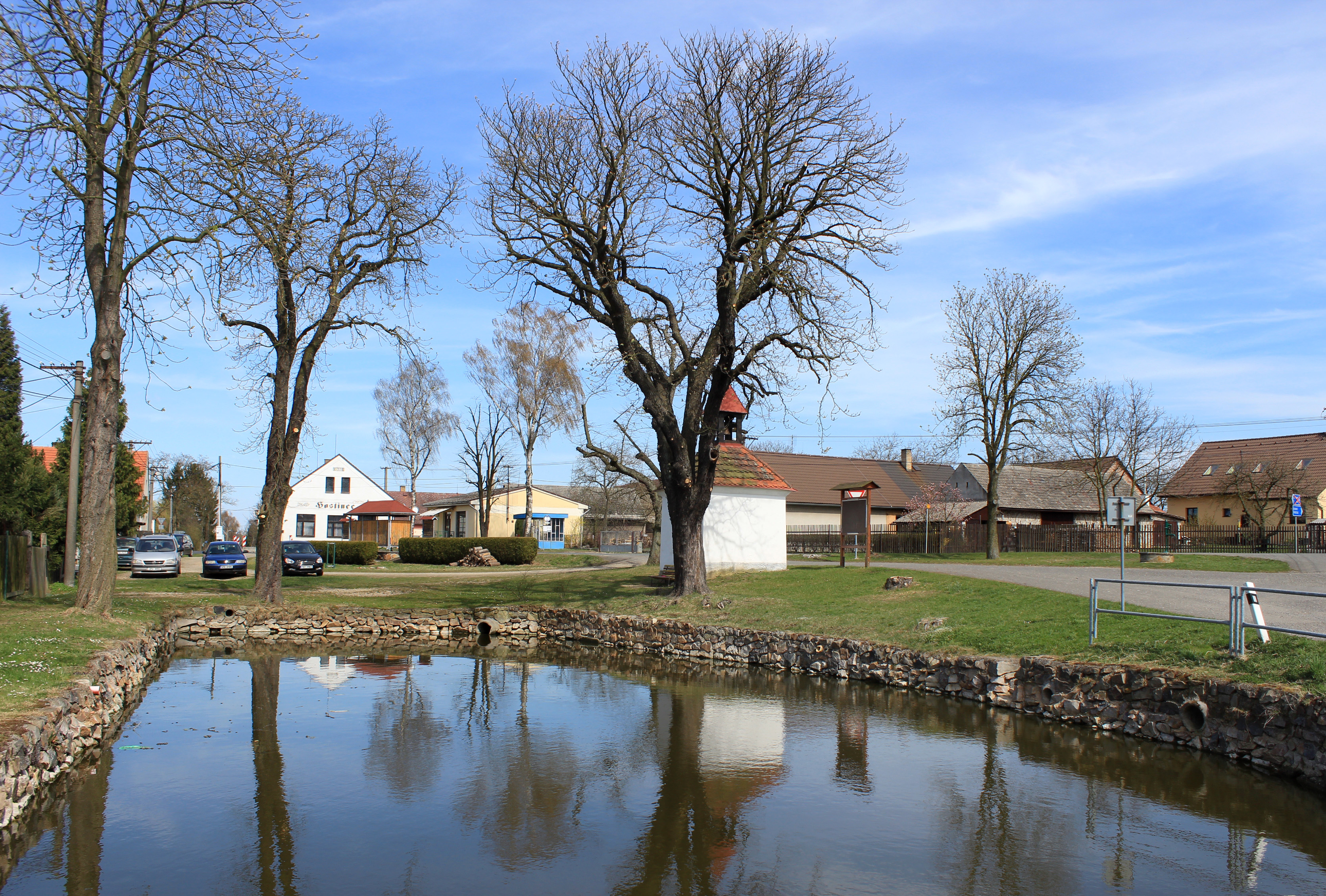
Étang à Bezděkov.
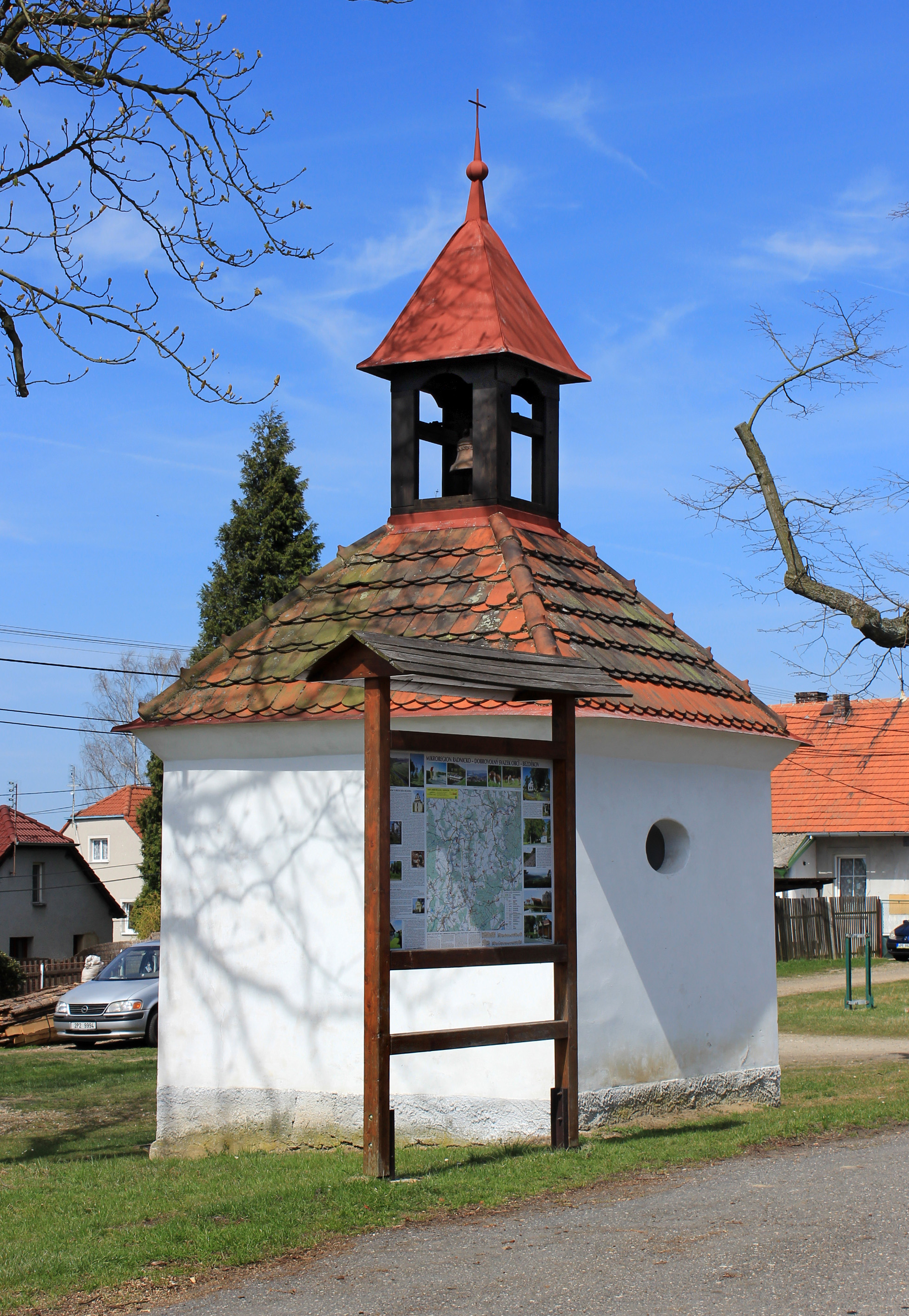
Chapelle à Bezděkov.

## Transports
Par la route, Bezděkov se trouve à 11 km de Rokycany, à 22 km de Plzeň et à 77 km de Prague.